# セン・スハク
セン・スハク(朝: 쎈 수학〔쎈數學〕）は　株式会社良書シンサゴ（朝: 좋은책 신사고）から発売された数学専用問題集である。2005年より刊行開始され、2010年までに1000万部以上が発行された。初等学生用12種（一学年あたり2種類）、中学生用6種（一学年あたり2種類）、高校生用7種（高等数学上、高等数学下、数学Ⅰ、数学Ⅱ、微積分と統計基本、積分と統計、幾何とベクトル）で構成され、1冊につき1500問以上が収録されている。既存の問題集から構成上の改良が加えられており、韓国問題集界の革新をもたらしたとされる。